# Anisogaster unicolor
Anisogaster unicolor är en skalbaggsart som beskrevs av Deyrolle 1863. Anisogaster unicolor ingår i släktet Anisogaster och familjen långhorningar. Inga underarter finns listade i Catalogue of Life.